# خفاش بیابانی آسیای میانه
خفاش بیابانی آسیای میانه (نام علمی: Otonycteris leucophaea) نام یک گونه از تیره خفاش‌ناهیدی است. این گونه خفاش در افغانستان، ایران، قزاقستان، قرقیزستان، پاکستان، تاجیکستان، ترکمنستان، و ازبکستان زندگی می‌کند.